# Max Jacob (schrijver)
Max Jacob (Quimper, 12 juli 1876 – Drancy, 5 maart 1944) was een Franse dichter, schrijver, essayist en schilder. Hij was bevriend met o.a.Pablo Picasso en de Franse kunstschilder Marie Laurencin; zij schilderde in 1908 een portret van hem, dat lijkt op een Afrikaans masker.
Jacob werkte eveneens onder de pseudoniemen Léon David en Morven le Gaëlique. Hij overleed op 5 maart 1944 tijdens zijn gevangenschap in het interneringskamp Drancy, na 5 dagen en 30 uur voor zijn geplande transport naar Auschwitz. Zijn lichaam werd begraven in 1949 in Saint-Benoît-sur-Loire. Het graf werd versierd met een van zijn portretten gemaakt in 1935 door zijn vriend René Iché.
Hoewel van geboorte joods, bekeerde hij zich tot het katholicisme. Hij liet zich dopen op de leeftijd van 40 jaar. Picasso trad hierbij op als peter.
- Bibsys: 90266483
- Biblioteca Nacional de España: XX978813
- Bibliothèque nationale de France: cb11908382s (data)
- Catàleg d'autoritats de noms i títols de Catalunya: 981058512064106706
- CiNii: DA0236275X
- Digitale Bibliotheek voor de Nederlandse Letteren: jaco181
- Gemeinsame Normdatei: 118711113
- International Standard Name Identifier: 0000 0003 6863 4192
- Library of Congress Control Number: n79144837
- Nationale Bibliotheek van Letland: 000009365
- Base Léonore: 19800035/307/41401
- MusicBrainz: 48b119ed-5d2f-4e84-93dc-c52746d0d42d
- Bibliotheek van het Japanse parlement: 00444416
- Nationale Bibliotheek van Tsjechië: ola2003172226
- Nationale bibliotheek van Australië: 35239958
- Nationale Bibliotheek van Israël: 987007263359705171
- Nationale Bibliotheek van Polen: a0000001618715
- Nationale en Universitaire bibliotheek Zagreb: 000033213
- Nederlandse Thesaurus van Auteursnamen: 068884427
- RKD-Nederlands Instituut voor Kunstgeschiedenis: 41308
- Istituto Centrale per il Catalogo Unico: CFIV021277
- LIBRIS: 191347
- SNAC: w6k35tfs
- Système universitaire de documentation: 026932644
- Trove: 877825
- Union List of Artist Names: 500016649
- Virtual International Authority File: 59084095
- WorldCat: E39PBJrGqykvPwbpK7hPYG6BT3